# Lijst van families van slangen
Onderstaand een tabel van families van slangen, met een wetenschappelijke naam (klik hierop om meer te weten te komen over de familie), de eventuele Nederlandse naam, een korte beschrijving en een voorbeeldsoort met afbeelding, als deze beschikbaar is.
| Superfamilie Acrochordoidea 1 familie                |         |                        | |                                                   |                                  |
| Familie                                              | Soorten | Nederlandse naam       | Beschrijving | Voorbeeldsoort                                    | Afbeelding voorbeeldsoort        |
| Acrochordidae Bonaparte, 1831                        | 3       | Waterslangen           | De vertegenwoordigers van deze kleine familie zijn zeer sterk op het leven in water aangepast, ze zijn piscivoor en komen voor in het zuidoosten van Azië. | Javaanse wrattenslang (Acrochordus javanicus)     | Plaats uw zelfgemaakte foto hier |
| Superfamilie Uropeltoidea 3 families                 |         |                        | |                                                   |                                  |
| Familie                                              | Soorten | Nederlandse naam       | Beschrijving | Voorbeeldsoort                                    | Afbeelding voorbeeldsoort        |
| Anomochilidae Cundall, Wallach & Rossman, 1993       | 3       | Dwergpijpslangen       | Een kleine familie die twee vrij onbekende soorten telt, deze komen voor in Indonesië en westelijk Maleisië. Anatomisch wordt de groep als een tussenvorm van de blindslangen en de moderne slangen gezien. Dwergpijpslangen werden vroeger tot de familie schildstaartslangen (Uropeltidae) gerekend. | Anomochilus leonardi                              | Plaats uw zelfgemaakte foto hier |
| Cylindrophiidae Fitzinger, 1843                      | 15      | Cilinderslangen        | De pijpslangen behoren allemaal tot het geslacht Cylindrophis. Ze komen voor in Azië en blijven klein tot ongeveer een meter. | Cilinderslang (Cylindrophis ruffus)               |                                  |
| Uropeltidae Müller, 1832                             | 62      | Schildstaartslangen    | De soorten hebben een gravende en verborgen levenswijze en komen voor in Zuid-India en Sri Lanka. Schildstaartslangen hebben een zeer korte staart die in een verharde, stekel-achtige punt eindigt. In tegenstelling tot andere slangen hebben de ogen beweegbare oogleden en ontbreken sporen van achterpoten. | Melanophidium bilineatum                          |                                  |
| Superfamilie Pythonoidea 3 families                  |         |                        | |                                                   |                                  |
| Familie                                              | Soorten | Nederlandse naam       | Beschrijving | Voorbeeldsoort                                    | Afbeelding voorbeeldsoort        |
| Loxocemidae Cope, 1861                               | 1       | Mexicaanse pythons     | Deze familie bestaat uit slechts één soort: de spitskoppython, die vroeger tot de pythons werd gerekend. Pythons echter leven allemaal in Afrika, Australië en Azië, deze soort komt voor langs de oostkust van noordelijk Zuid-Amerika. | Spitskoppython (Loxocemus bicolor)                |                                  |
| Xenopeltidae Bonaparte, 1845                         | 2       | Aardslangen            | Een kleine familie van 2 soorten die voorkomen in Azië. | Regenboogslang (Xenopeltis unicolor)              |                                  |
| Superfamilie Booidea (Henophidia) 1 familie          |         |                        | |                                                   |                                  |
| Familie                                              | Soorten | Nederlandse naam       | Beschrijving | Voorbeeldsoort                                    | Afbeelding voorbeeldsoort        |
| Boidae Gray, 1825                                    | 67      | Boa's of reuzenslangen | De boa's kunnen erg groot worden, al blijft een aantal soorten klein. Het zijn vaak boombewoners, sommige soorten leven meer in het water. De bekendste soorten zijn de boa constrictor en de anaconda. Boa's komen vrijwel wereldwijd voor maar alleen in tropische gebieden. | Groene hondskopboa (Corallus caninus)             |                                  |
| Superfamilie Colubroidea 1 familie                   |         |                        | |                                                   |                                  |
| Familie                                              | Soorten | Nederlandse naam       | Beschrijving | Voorbeeldsoort                                    | Afbeelding voorbeeldsoort        |
| Colubridae Oppel, 1811                               | 2055    | Toornslangachtigen     | De toornslangachtigen zijn het bekendst omdat ze wereldwijd voorkomen en het veruit de grootste familie is met het hoogste aantal soorten, meer dan 2000 in totaal. In Nederland en België komen drie soorten slangen voor, waarvan twee uit deze familie. Sommige soorten zijn giftig en een aantal soorten wurgt de prooi. De bekendste soort is wel de ringslang (Natrix natrix) vanwege zijn grote verspreidingsgebied. | Gladde slang (Coronella austriaca)                |                                  |
| Superfamilie Elapoidea 8 families                    |         |                        | |                                                   |                                  |
| Familie                                              | Soorten | Nederlandse naam       | Beschrijving | Voorbeeldsoort                                    | Afbeelding voorbeeldsoort        |
| Atractaspididae Günther, 1858                        | 72      | Stilettoslangen        | Alle soorten komen voor in zuidelijk Afrika. De meeste soorten blijven klein, maximaal 60 centimeter, en zijn bodembewonend. Net als adders kunnen de giftanden worden opengeklapt waar de naam stilettoslangen aan te danken is. Het secreet bevat een uniek, op het hart werkend gif (cardiotoxine), genaamd sarafotoxine.                                                                                                | Zuidelijke graafadder (Atractaspis bibronii)      | Plaats uw zelfgemaakte foto hier |
| Cyclocoridae Weinell & Brown, 2017                   | 8       | Geen                   | De soorten uit deze vrij recentelijk beschreven familie komen voor in delen van Azië. | Cyclocorus nuchalis                               |                                  |
| Lamprophiidae Fitzinger, 1843                        | 89      | Geen                   | De soorten komen voor in grote delen van Afrika, vertegenwoordigers van het geslacht Micrelaps zijn daarnaast te vinden in het Midden-Oosten. | Afrikaanse huisslang (Lamprophis aurora)          |                                  |
| Prosymnidae Kelly, Barker, Villet & Broadley, 2009   | 16      | Geen                   | Alle soorten leven uitsluitend in Afrika. | Prosymna sundevalli                               |                                  |
| Psammophiidae Bonaparte, 1845                        | 55      | Geen                   | De slangen komen voor in grote delen van Europa, Afrika en het Midden-Oosten. Ze leven in uiteenlopende habitats, van droge savannen, graslanden en scrublands tot in hete woestijnen. | Psammophis biseriatus                             |                                  |
| Pseudaspididae Cope, 1893                            | 4       | Geen                   | De slangen worden middelgroot tot groot (Pseudaspis cana), de meeste hebben een bruine tot grijze kleur. De slangen leven in delen van Azië en Afrika en leven in drogere streken zoals savannen en graslanden. | Psammodynastes pulverulentus                      |                                  |
| Pseudoxyrhophiidae Dowling, 1975                     | 89      | Geen                   | De soorten komen voor in grote delen van Afrika en met name zuidelijk Afrika. Veruit de meeste soorten komen endemisch voor op het ten oosten van Afrika gelegen eiland Madagaskar. Veel soorten leven in regenwouden en graslanden maar ook in drogere omgevingen zoals savannen en scrublands zijn veel soorten te vinden.                                                                                                | Liophidium vaillanti                              |                                  |
| Elapidae Boie, 1827                                  | 389     | Koraalslangachtigen    | Alle Elapidae zijn zonder uitzondering giftig, de groep omvat onder andere de zeeslangen, cobra's, mamba's en de kraits. Alle soorten hebben gifklieren en holle tanden waarmee het gif wordt toegediend. | Zwarte mamba (Dendroaspis polylepis)              |                                  |
| Superfamilie Typhlopoidea 5 families                 |         |                        | |                                                   |                                  |
| Familie                                              | Soorten | Nederlandse naam       | Beschrijving | Voorbeeldsoort                                    | Afbeelding voorbeeldsoort        |
| Anomalepididae Taylor, 1839                          | 21      | Geen                   | Er zijn ongeveer 16 soorten in vier geslachten die allemaal in Zuid- en Midden-Amerika leven en een gravend bestaan leiden. De meeste soorten blijven kleiner dan 30 centimeter en hebben geen harde schubben waardoor ze eruitzien als wormen. | Anomalepis mexicanus                              | Plaats uw zelfgemaakte foto hier |
| Gerrhopilidae Vidal, Wynn, Donnellan & Hedges, 2010  | 23      | Geen                   | De slangen komen voor in delen van Azië en leven in de landen Indonesië, Papoea-Nieuw-Guinea, India, Thailand, Sri Lanka, Filipijnen en mogelijk in Nepal. | Cathetorhinus melanocephalus                      | Plaats uw zelfgemaakte foto hier |
| Typhlopidae Merrem, 1820                             | 417     | Wormslangen            | Een grote familie waarvan de soorten vrijwel wereldwijd voorkomen. Wormslangen zijn klein en dun en doen denken aan wormen, ze leven vaak ondergronds van kleine diertjes. | Slanke wormslang (Typhlops vermicularis)          |                                  |
| Leptotyphlopidae Stejneger, 1891                     | 141     | Draadwormslangen       | Alle soorten komen voor in Afrika en Midden-Amerika tot zuidelijk Noord-Amerika, inclusief de Caraïben en de Verenigde Staten. Twee soorten komen voor tot in Pakistan en India. De meeste soorten worden niet langer dan 30 centimeter. De primitieve slangen hebben resten van een bekkengordel en achterpoten. Alleen de onderkaak draagt tanden, de bovenkaak is tandeloos.                                             | Mexicaanse draadwormslang (Leptotyphlops humilis) |                                  |
| Xenotyphlopidae Vidal, Vences, Branch & Hedges, 2010 | 1       | Geen                   | Het is een monotypische groep, de enige vertegenwoordiger is Xenotyphlops grandidieri. De slang komt endemisch voor op het Afrikaanse eiland Madagaskar. | Xenotyphlops grandidieri                          | Plaats uw zelfgemaakte foto hier |
| Superfamilie Incertae sedis 8 families               |         |                        | |                                                   |                                  |
| Familie                                              | Soorten | Nederlandse naam       | Beschrijving | Voorbeeldsoort                                    | Afbeelding voorbeeldsoort        |
| Aniliidae Stejneger, 1907                            | 1       | Woelslangen            | Er is maar één soort: de onechte koraalslang, die voorkomt in Zuid-Amerika. | Onechte koraalslang (Anilius scytale)             | Plaats uw zelfgemaakte foto hier |
| Bolyeriidae Gray, 1842                               | 2       | Round Island-boa’s     | Deze kleine familie bestaat uit twee soorten die voorkomen op de eilandengroep Mascarenen. Er is weinig over deze slangen bekend. | Bolyeria multocarinata                            | Plaats uw zelfgemaakte foto hier |
| Homalopsidae Bonaparte, 1845                         | 56      | Waterdrogadders        | Waterdrogadders hebben vaak een relatief dik lichaam en een opvallend korte staart. De ogen zijn in de regel klein en zijn meer aan de bovenzijde van hun kop gelegen. De lichaamskleur is vaak onopvallend, zoals bruin of grijs, met lichtere of juist donkere vclekken of strepen. | Tentakelslang (Erpeton tentaculatum)              |                                  |
| Pareidae Romer, 1956                                 | 41      | Geen                   | De meeste soorten blijven klein en hebben een dun lichaam. De slangen hebben een buitenproportioneel grote kop. Alle soorten hebben zich gespecialiseerd in het eten van slakken en naaktslakken. Hun kaken zijn hierop aangepast zodat ze het slakkenhuis kunnen binnendringen. | Pareas carinatus                                  |                                  |
| Tropidophiidae Brongersma, 1951                      | 35      | Dwergboa's             | Deze slangen komen voor in Zuid-Amerika en de Caraïben, een kleine groep komt voor op Maleisië. | Tropidophis pardalis                              | Plaats uw zelfgemaakte foto hier |
| Viperidae Oppel, 1811                                | 374     | Adders                 | Alle soorten uit de familie adders zijn zonder uitzondering giftig. Ook de ratelslangen (geslacht Crotalus) en de lanspuntslangen (geslacht Bothrops) behoren tot de adders. Een wat meer ontwikkelde groep zijn de groefkopadders, die een groef hebben aan weerszijden van de kop, waarmee zeer nauwkeurig temperatuursverschillen kunnen worden waargenomen, zodat ze in het donker toch kunnen 'zien'.                  | Adder (Vipera berus)                              |                                  |
| Xenodermidae Gray, 1849                              | 28      | Knobbelslangachtigen   | De slangen blijven vrij klein en bereiken een lichaamslengte van ongeveer 40 tot 50 centimeter. De kop is altijd duidelijk te onderscheiden van het lichaam door de aanwezigheid van een insnoering. De ogen zijn relatief klein en hebben een ronde pupil. | Javaanse knobbelslang (Xenodermus javanicus)      |                                  |
| Xenophidiidae Wallach & Günther, 1998                | 2       | Geen                   | De soorten komen voor in delen van Azië en leven endemisch in Maleisië. Het zijn bewoners van vochtige bergbossen. | (Xenophidion acanthognathus)                      | Plaats uw zelfgemaakte foto hier |